# Kügelgen (Adelsgeschlecht)

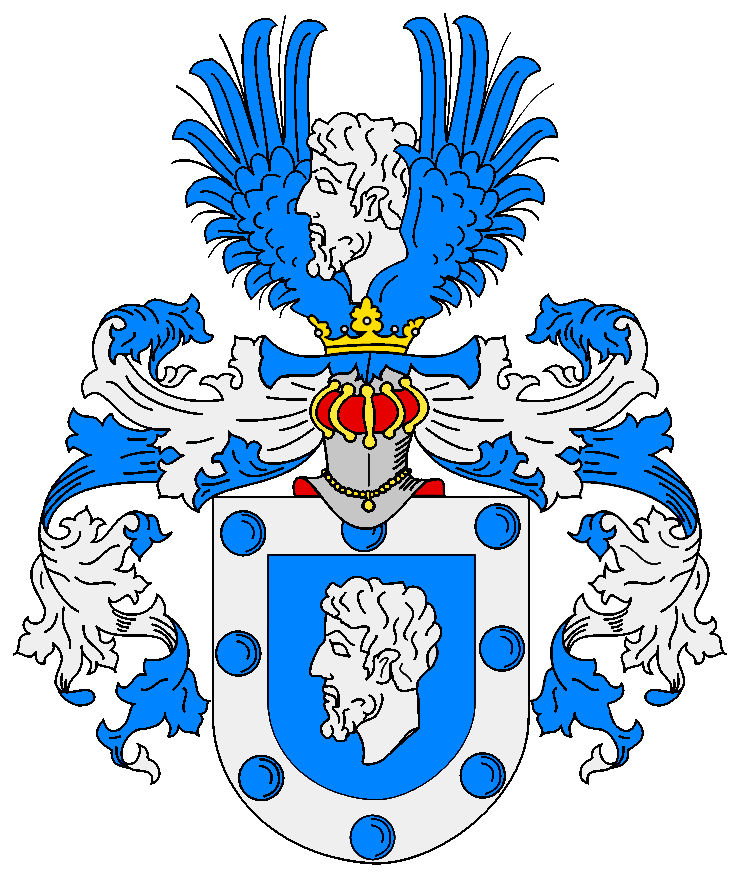
Wappen derer von Kügelgen

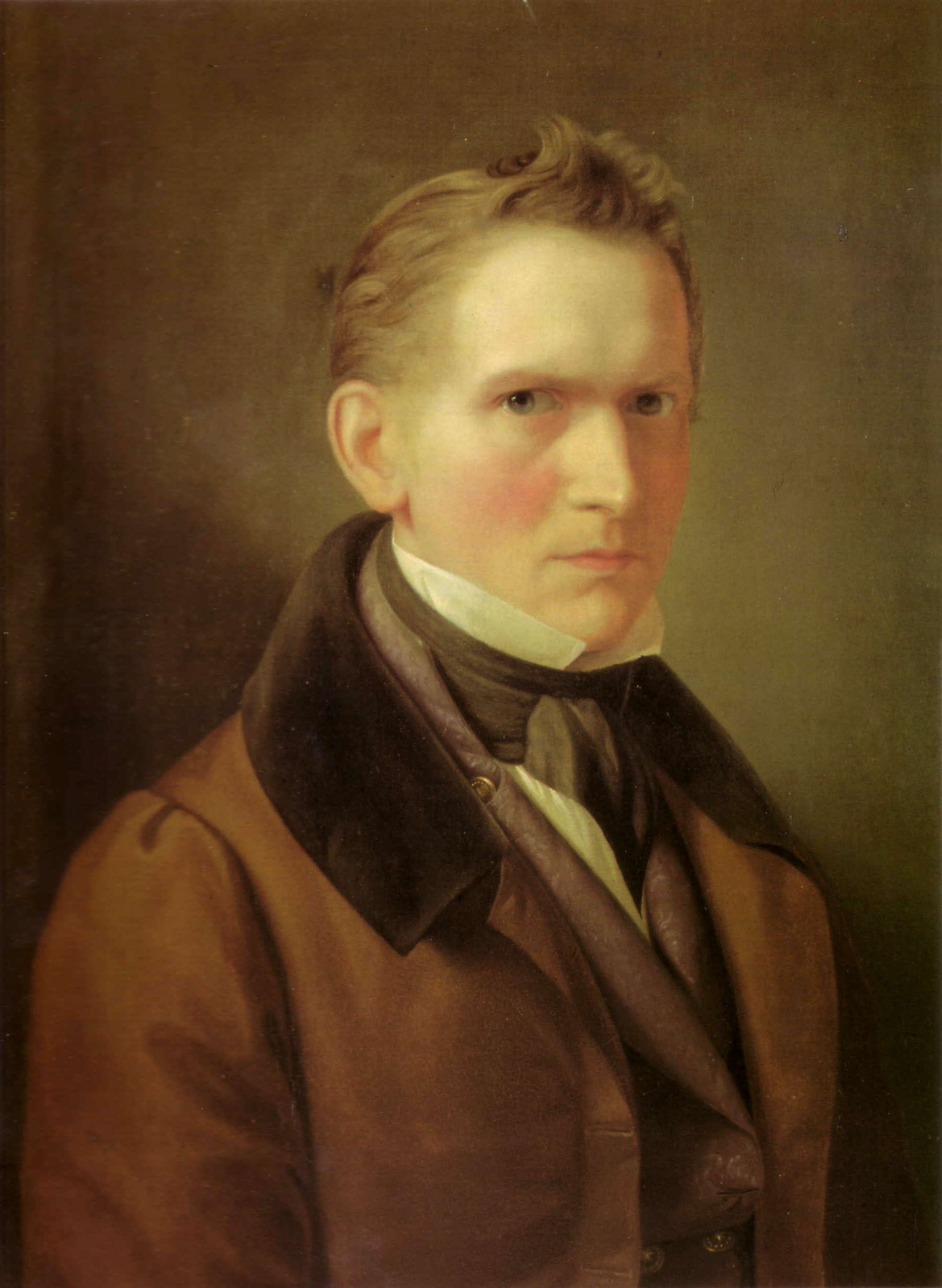
Wilhelm von Kügelgen

Kügelgen ist ein ursprünglich aus Bremen stammendes Adelsgeschlecht. Der Familienname entstand um 1650 im Rheinland. Er entwickelte sich aus den Ursprungsformen Coghelke und Kogelke.

## Geschichte
Der Goldschmied Johannes Kogelke erwarb 1370 das Bürgerrecht von Bremen. Sein Sohn Arndt, ebenfalls Goldschmied, wurde 1429 vom Bremer Rat beschuldigt, ein Siegel des Königs Sigismund gefälscht zu haben. Der Beschuldigte wurde enteignet und der Stadt verwiesen. Als sich seine Unschuld herausstellte, wurde der Verfemte rehabilitiert und konnte nach Bremen zurückkehren. Arndt Kogelkes Nachfahren lebten über zwei weitere Generationen als angesehene Bürger in Bremen.
Um 1500 findet sich die Familie Kogelke in Wildeshausen. Dort war ein Bernhardus Kogelke Kanoniker im  Alexanderstift. Sein Neffe, Friedrich Kögelke († 1583), hatte in Wildeshausen das weltliche Kirchenamt des bischöflich-münsteranischen Geografen und Richters inne. Mit diesem beginnt die tatsächlich gesicherte Stammreihe des Geschlechts. Nach Ende des Dreißigjährigen Krieges übersiedelte die katholische Familie ins Rheinland, wo 1667 Johann Bernhard Kügelgen vom Kurfürsten von Köln, zugleich Bischof von Münster, mit dem Hof Krumbach zu Altenwied belehnt wurde. Drei Generationen stand die Familie im Dienst des Kurfürsten von Köln.
Ernst Heinrich Kneschke schreibt, dass das Geschlecht schon im 15. Jahrhundert im Rheinland dem Adel angehörte, jedoch infolge der „Unfälle im 30 Jährigen Krieg aber den Adel abgelegt hatte, welchen der kurcölnische Hofcammerrath v. Kügelgen wieder aufnahm“.
Die malenden Zwillingsbrüder Franz Gerhard und Johann Karl Ferdinand Kügelgen übersiedelten, nach einem etwa dreijährigen Studien- und Arbeitsaufenthalt in Rom, nach Riga. Auf einem Gut des Grafen Zoege von Manteuffel in Estland verliebte sich Franz Gerhard, der dort als Zeichenlehrer tätig war, in Helene Zoege von Manteuffel. Sein Bruder Johann Karl Ferdinand verliebte sich in Helenes jüngere Schwester Emilie. Doch der Vater der jungen Adeligen stimmte einer Vermählung nur zu, wenn die Zwillingsbrüder zum evangelischen Glauben konvertieren und sich einen Adelstitel besorgen. Beide Forderungen sind erfüllt worden: am 16. März 1802 wurden die Brüder in Wien in den Reichsadelstand nobilitiert. Demnach sind Franz Gerhard und Johann Karl Ferdinand von Kügelgen die Stammväter des heute in Deutschland weit verbreiteten Adelsgeschlechts. 1910 erfolgte die Eintragung in königlich-sächsisches Adelsbuch für Constantin von Kügelgen und 1933 die Immatrikulation bei der estländischen Ritterschaft für Ernst von Kügelgen.
Infolge der russischen Oktoberrevolution 1917 mussten die von Kügelgen aus dem Baltikum fliehen.
In Dresden ist im Haus des Malers Franz Gerhard von Kügelgen das Museum der Dresdner Romantik untergebracht.

## Wappen
Innerhalb eines mit acht blauen Kugeln belegten silbernen Schildrandes in Blau ein rechtsgekehrter, bärtiger, abgehauener silberner Manneskopf. Auf dem Helm mit blau-silbernen Decken der Manneskopf zwischen offenen blauen Fluge.

## Namensträger
- Alkmar von Kügelgen (1911–1975), Anatom
- Bernt von Kügelgen (1914–2002), Journalist
- Carlo von Kügelgen (1876–1945), Journalist
- Gerhard von Kügelgen (1772–1820), Porträt- und Historienmaler
- Helmut von Kügelgen (1916–1998), anthroposophischer Pädagoge
- Karl von Kügelgen (1772–1832), Landschafts- und Historienmaler
- Paul von Kügelgen, (1843–1904), Journalist
- Paul Siegwart von Kügelgen, (1875–1952), Journalist
- Sally von Kügelgen (1835–1869), Tagebuchautorin
- Sally von Kügelgen (1860–1928), Malerin
- Wilhelm von Kügelgen (1802–1867), Porträt- und Historienmaler, Schriftsteller, Hofmaler und Kammerherr am herzoglichen Hof von Anhalt-Bernburg

## Weitere Literatur
- Constantin von Kügelgen: Erinnerungen aus meinem Leben. St. Petersburg 1881.
- Leo von Kügelgen: Gerhard von Kügelgen – ein Malerleben um 1800 – und die anderen sieben Künstler der Familie. Stuttgart 1924.
- Wilhelm von Kügelgen: Jugenderinnerungen eines alten Mannes. München 1996.
- Redaktion: Kügelgen, von. In: Neue Deutsche Biographie (NDB). Band 13, Duncker & Humblot, Berlin 1982, ISBN 3-428-00194-X, S. 184 (Digitalisat).